# آلن مارشال
آلن مارشال (انگلیسی: Alan Marshall؛ زادهٔ) نویسنده، و دانشمند در زمینه مطالعات زیست‌محیطی اهل نیوزیلند است. او به‌عنوان یک محقق کلیدی در فلسفه اخلاق زیست‌محیطی و به‌خاطر تحقیقاتش در مورد شهرهای دوستدار محیط‌زیست آینده شناخته می‌شود. برای تحقیقاتش در مورد این موضوعات، دانشگاه ولونگونگ به مارشال دکترا اعطا کرد و نشنال جئوگرافیک او را به عنوان کاوشگر منصوب کرد.